# 郭力文
郭力文（1920年—2023年1月20日），曾名郭维乡，女，河北威县人，中华人民共和国政治人物。韩克华之妻。

## 生平
早年担任冀南地区平乡县妇救会主任。1952年，任中南区妇联秘书长、湖北省妇联秘书长。1954年，升任湖北省妇联主任。1980年，任第四届全国妇联书记处书记。1983年9月，当选为全国妇联副主席。